# بالک‌بروخ
بالک‌بروخ (به هلندی: Balkbrug) یک منطقهٔ مسکونی در هلند است که در Hardenberg واقع شده‌است. بالک‌بروخ ۳٬۷۸۹ نفر جمعیت دارد.